# Zentralinstitut für Flugmotoren
Das Zentralinstitut für Flugmotoren (ZIAM) (russisch Центральный институт авиационного моторостроения, ЦИАМ) in Moskau ist das einzige russische Forschungsinstitut im Bereich der Luftfahrtantriebe. Es wurde am 3. Dezember 1930 gegründet. Leiter ist heute Wladimir A. Skibin.

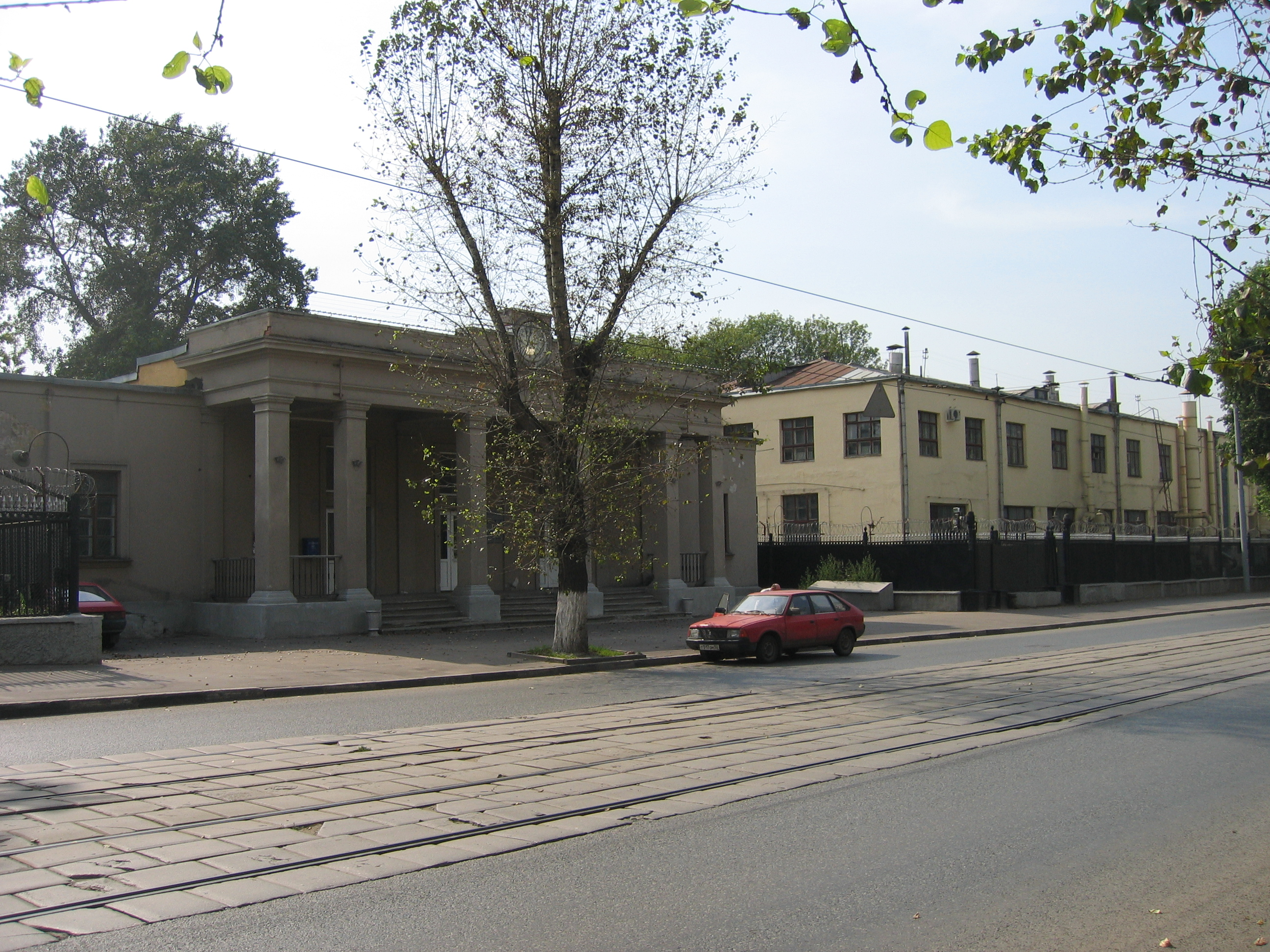
Gebäudekomplex des ZIAM

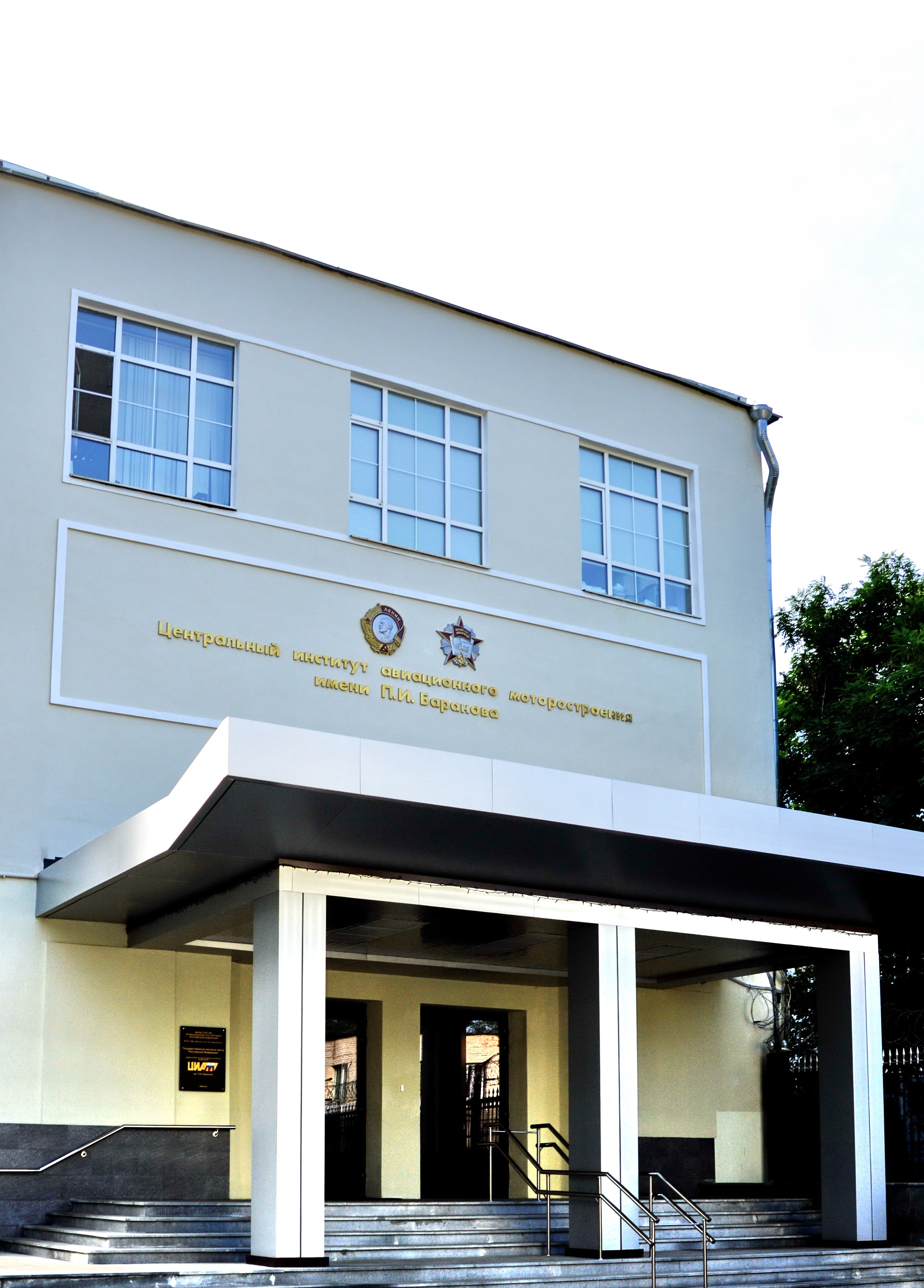
Bürogebäude

Die Aktivitäten umfassen alle Bereiche eines Luftfahrtantriebs, von der Grundlagen über die Entwicklung, die Zertifizierung bis zur Fertigung. Das ZIAM verfügt über eines der größten Testzentren für Luftfahrtantriebe der Welt und ist bis heute an allen russischen Flugmotor- und Triebwerksentwicklungen beteiligt.

## Geschichte
Da die Sowjetunion in den Anfängen der Luftfahrt bei Flugmotoren vollständig auf Import angewiesen war, wurden 1930 die vorhandenen Aktivitäten im Bereich Flugmotoren zusammengelegt, unter anderem des Zentralen Aerohydrodynamischen Instituts (ZAGI) und des Luftfahrtbereichs des Automobil- und Automotorforschungsinstituts NAMI und im Flugzeugwerk „M.W.Frunse“ als „Institut für Flugmotorenbau“ zusammengefasst (IAM). 1932 wurde es zum ZIAM erweitert und erhielt 1933 den Beinamen „P.I.Baranow“.
Alexander Mikulin entwickelte im Institut 1930 das erste leistungsfähige sowjetische Flugzeugtriebwerk, den wassergekühlten 12-Zylinder-V-Motor Mikulin AM-34. Viele andere, die spätere Leiter eines Konstruktionsbüros für Flugmotoren oder Triebwerke wurden, haben hier gearbeitet, unter anderem Wladimir Klimow und Sergei Tumanski.
Nach dem Zweiten Weltkrieg konzentrierte man sich auf den Bau von Strahltriebwerken. Am 16. September 1945 wurde der Einrichtung der Leninorden verliehen.

## Leiter des ZIAM
- I. E. Marjamow (1930–1932)
- I. I. Pobereschski (1932–1934)
- J. J. Petrowski (1934–1936)
- K. I. Beljajewski (1936–1937)
- A. W. Kaschirin (1938–1942)
- W. I. Polikowski (1942–1947)
- T. M. Melkumow (1947–1951)
- M. L. Kononenko (1952–1954)
- G. P. Swischtschew (1954–1967)
- S. M. Schlachtenko (1967–1982)